# Klej kazeinowy
Klej kazeinowy – klej naturalny pochodzenia zwierzęcego charakteryzujący się dobrą odpornością na wilgoć oraz wysoką wytrzymałością. Klej kazeinowy stosuje się do klejenia „na zimno” (do 40 °C), czyli w warunkach pokojowych.

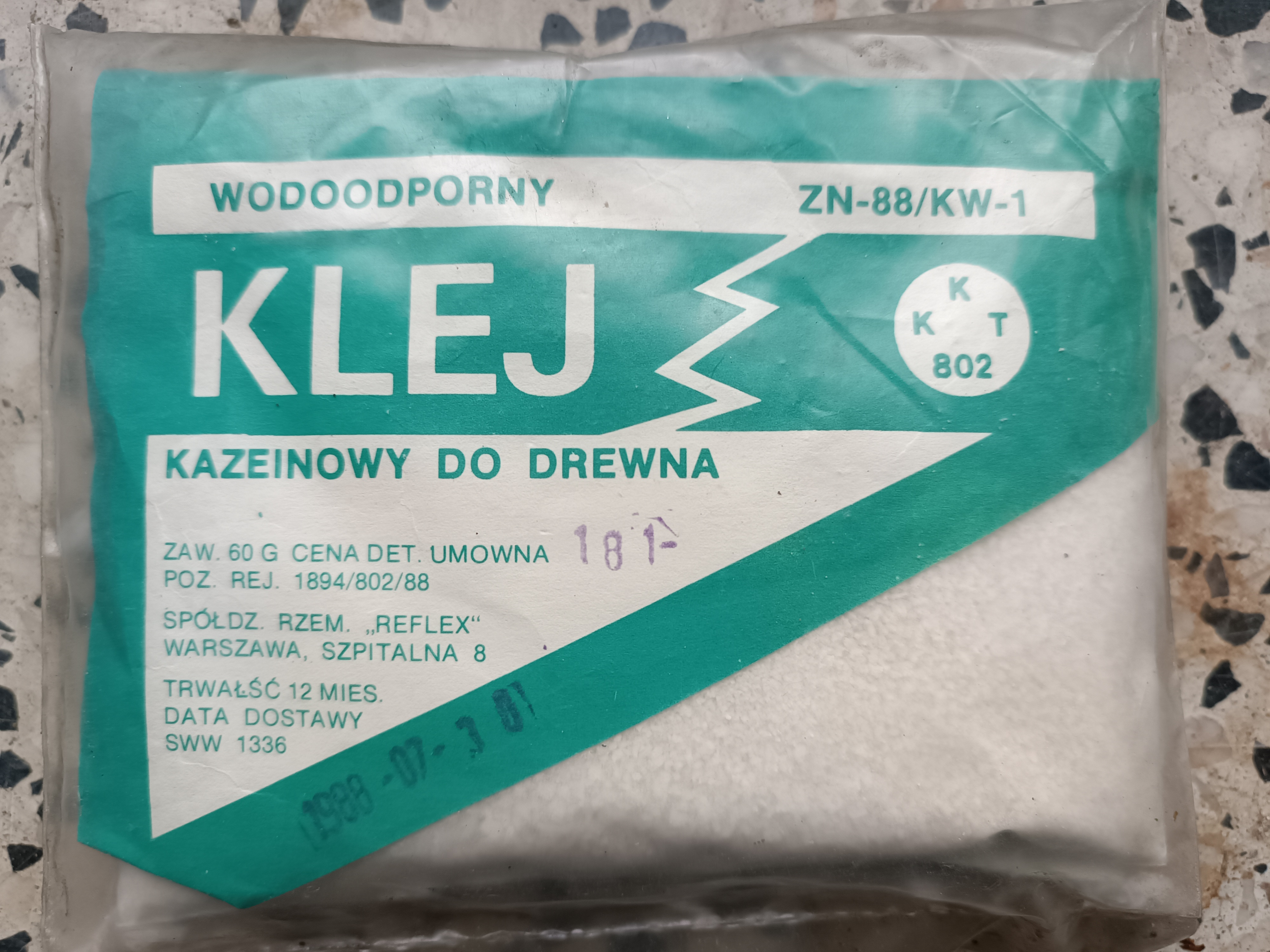
Opakowanie kazeinowego kleju do drewna, data produkcji 1988 rok

Klej kazeinowy może zawierać samą kazeinę lub kazeinę z dodatkami, tj. wapno gaszone, niewielkie ilości fluorku, chlorku lub siarczanu miedzi oraz substancje dodatkowe: kalafonię, naftę i kaolin.
Zastosowanie:
- okleinowanie elementów płytowych
- klejenie połączeń drewnianych